# Микулашова
Микулашова (словац. Mikulášová) — село и одноимённая община в округе Бардеёв Прешовского края Словакии.

## История
Впервые упоминается в 1414 году. Населенное украинцами, но после Второй мировой войны — под угрозой переселения в СССР — абсолютное большинство крестьян переписалась на словаков и русинов.
В селе была деревянная церковь с 18 века, в 1926 году перенесена в скансен в курорте Бардийски Купели. Сейчас в селе есть греко-католическая и православная церкви, а также ячейка Свидетелей Иеговы.

## Население
| Год:                | 1994 | 2004     | 2014     | 2024    |
| ------------------- | ---- | -------- | -------- | ------- |
| Количество человек: | 170  | 146      | 130      | 124     |
| Разница:            |      | −14,11 % | −10,95 % | −4,61 % |

В селе проживает 136 человек.
Национальный состав населения (по данным последней переписи населения 2001 года):
- словаки — 56,21%
- русины — 32,68%
- украинцы — 10,46%
- чехи — 0,65%

Состав населения по принадлежности к религии состоянию на 2001 год:
- православные — 54,25%,
- греко-католики — 28,76%,
- римо-католики — 1,31%,
- не считают себя верующими или не принадлежат к одной вышеупомянутой церкви — 1,96%